# Tritonal (groupe)
Pour les articles homonymes, voir Tritonal (homonymie).
Tritonal est un duo de disc jockeys et producteurs américains, formé en 2008 et composé de Chad Cisneros et David Reed.
Originaires d'Austin, les deux américains sont classés #65 au classement annuel réalisé par DJ Mag en 2012.
Le duo fut l'un des "10 artistes à surveiller" en 2013 d'après MTV.
Colors et Now or Never sont les deux titres qui les ont fait connaître, et Colors frôla les sommets en atteignant la 2e place du top 100 sur la plate-forme de téléchargement Beatport.
Ils sont copropriétaires avec Will Holland du label de musique électronique Enhanced Music.
En 2016 sort leur premier album : Painting With Dreams, dont les premiers extraits dévoilés plus tôt dans l'année reçoivent un accueil plus qu'enthousiaste,.

## Discographie

### Albums
- 2016 : Painting With Dreams [Enhanced Music]

### Singles
- 2008 : Essence of Kea (Levare Recordings)
- 2008 : Eternal Radiance (System Recordings)
- 2008 : Forever EP (Levare Recordings)
- 2008 : Lights Over Austin / Northern Aura (Anjunabeats)
- 2008 : Organic Interface (Fraction Records)
- 2008 : Somnium / Photographique (Enhanced Recordings)
- 2008 : Walk with Me (Coldharbour Recordings)
- 2009 : Cloudbase (Levare Recordings)
- 2009 : I Can Feel (Levare Recordings)
- 2009 : Crash Into Reason (Coldharbour Recordings)
- 2009 : Daybreak (Coldharbour Recordings)
- 2009 : Evangelia / Sephoria (Fraction Records)
- 2009 : Invincible Sun (S107 Recordings)
- 2009 : Jump Off (In Trance We Trust)
- 2009 : Kinetik EP (Stellar Sounds)
- 2009 : Let Solitude (Flashover Recordings)
- 2009 : Lunarium (Alter Ego Records)
- 2009 : Piercing Quiet (Flashover Recordings)
- 2009 : Sky Nights (Fraction Records)
- 2009 : What I Say (AVA Recordings)
- 2009 : Spellbound (Coldharbour Recordings)
- 2010 : Driftoff (Levare Recordings)
- 2010 : Audio Rush (Fraction Records)
- 2010 : Suede/Sideswing (Garuda Records)
- 2010 : Forgive Me, Forget You (Premier)
- 2010 : Hands to Hold Me (Air Up There Recordings)
- 2011 : Lifted (Air Up There Recordings)
- 2011 : Broken Down: Part 1 (Air Up There Recordings)
- 2011 : Broken Down: Part 2 (Air Up There Recordings)
- 2011 : I Can Breathe (Air Up There Recordings)
- 2011 : Something New (Air Up There Recordings)
- 2011 : Still With Me (Air Up There Recordings)
- 2012 : Slave (Tritonal & Ben Gold Dub Remix) (Air Up There Recordings)
- 2012 : Can't Keep It In (Air Up There Recordings)
- 2012 : Turbine (Alter Ego Records)
- 2012 : Apex (w/Ben Gold) (Garuda)
- 2012 : Everafter (Air Up There Recordings)
- 2012 : Azuca (avec Kaeno)
- 2012 : Arc (avec Super8 & Tab) (Air Up There Recordings)
- 2013 : Bullet That Saved Me (Enhanced Recordings)
- 2013 : Calling Your Name (avec BT & Emma Hewitt) (Armada Music)
- 2013 : Reset (avec 7 Skies) (Dim Mak Records)
- 2013 : Follow Me Home feat Underdown (Enhanced Recordings)
- 2013 : Now or Never feat Phoebe Ryan (Enhanced Recordings)
- 2013 : Electric Glow feat. Skyler Stonestreet (Enhanced Recordings)
- 2014 : Colors (avec Paris Blohm) (feat. Sterling Fox) (Protocol Recordings)
- 2014 : Satellite feat. Jonathan Mendelsohn (Enhanced Recordings)
- 2014 : Anchor (Enhanced Recordings)
- 2014 : Seraphic (avec Mr. Fijiwiji) (Enhanced Recordings)
- 2015 : Ginsu (Mainstage Musc)
- 2015 : Lost (Tritonal vs. Juventa feat. Micky Blue) (Enhanced Recordings)
- 2015 : Untouchable (feat. JHart)  (Cash Cash and Tritonal) (Big Beat)
- 2015 : GAMMA GAMMA (Enhanced)
- 2015 : Until You Were Gone (avec The Chainsmokers) (Columbia (Sony))
- 2016 : Blackout (Enhanced)
- 2016 : This Is Love (avec Chris Ramos & Shanahan) (Enhanced)
- 2016 : Rewind (Enhanced)
- 2016 : Getaway (Enhanced)

## Remixes
- 2008 : Jaytech - Pepe's Garden (Tritonal Air Up There Mix)
- 2008 : Dobenbeck feat. Joanna  - Please Don't Go (Tritonal Remix)
- 2008 : Andrelli & Blue - Transparent (Tritonal's Air Up There Remix)
- 2008 : Jaytech - Vela (Tritonal Air Up There Mix)
- 2009 : Masoud Featuring Josie - Leave It All Behind (Tritonal Air Up There Mix)
- 2009 : Solarstone Featuring Essence - Lunar Rings (Tritonal Remix)
- 2009 : David Forbes - Sunrise (Tritonal's Air Up There Mix)
- 2009 : RST & Jared Knapp - Encompass (Tritonal Remix)
- 2009 : Ronski Speed feat. Jared Knapp - Encompass (Tritonal Remix)
- 2009 : Ferry Corsten - We Belong (Tritonal Air Up There Remix)
- 2010 : Dresden & Johnston ft. Nadia Ali & Mikael Johnston - That Day (Tritonal Air Up There Remix)
- 2010 : Einar K - Schiphol (Tritonal Air Up There Remix)
- 2010 : Nadia Ali - Fantasy (Tritonal Air Up There Remix)
- 2010 : Mike Sonar & Solis - Firenova (Tritonal Air Up There Remix)
- 2011 : Norin & Rad vs. Recurve - The Gift (Tritonal Air Up There Remix)
- 2011 : Steve Brian & Noel Gitman - Luna System (Tritonal Remix)
- 2011 : Kyau & Albert - Once in a Life (Tritonal Remix)
- 2011 : Sun Decade feat. Emma Lock - Got Me (Tritonal Remix)
- 2011 : Matt Lange ft. Cristina Soto - The Other Shore (Tritonal Air Up There Remix)
- 2012 : Markus Schulz feat Adina Butar - Caught (Tritonal Remix)
- 2012 : Cosmic Gate feat. Cary Brothers - Wake Your Mind (Tritonal Remix)
- 2013 : Armin van Buuren feat. Aruna- Won't Let You Go (Tritonal Radio Edit)
- 2014 : Zedd feat. Matthew Koma & Miriam Bryant - Find You (Tritonal Remix)
- 2014 : Hardwell feat. Matthew Koma - Dare You (Tritonal Remix)
- 2014 : Chris Tomlin - Waterfall (Tritonal Remix)
- 2014 : Cash Cash - Surrender (Tritonal Remix)
- 2015 : Adam Lambert - Ghost Town (Tritonal Remix)

## Compilations
- 2010 : Enhanced Sessions Volume Two (with Ferry Tayle)
- 2013 : Tritonia Chapter 001
- 2015 : Tritonia Chapter 002

## Top 100 DJ Mag
- 2011 : #83 (Entrée)[8]
- 2012 : #65 (+18)[9]